# Glosselytridae
Glosselytridae – wymarła rodzina owadów z rzędu Glosselytrodea.
Takson ten wprowadzony został w 1938 roku przez Andrieja W. Martynowa. Jego przedstawiciele znani są z permu, triasu i jury. Ich skamieniałości znajdowano na terenie Rosji, Mongolii, Chin, Kazachstanu, Australii i Argentyny.
Owady te miały przednie skrzydła z wyraźnym płatem prekostalnym, opatrzonym żyłką otokową, ale bez szerokiego obrzeżenia. Żyłkę otokową stanowiła albo tylko żyłka radialna albo radialna i postkubitalna. Równolegle biegnące żyłki osiowe były do siebie zbliżone albo przynajmniej częściowo zlane. Nasada dyskowej części skrzydła była wciśnięta między płat prekostalny a analny i całkowicie zapełniona przez szypułki sektora radialnego, żyłki medialnej i przedniej żyłki kubitalnej. Środek części dyskowej miał przynajmniej 10 rzędów komórek.
Do rodziny tej zalicza się następujące rodzaje:
- †Argentinoglosselytrina Martins-Neto et Gallega, 2001
- †Glosselytron Martynov, 1938
- †Glossopterum Sharov, 1966
- †Karajurina Vilesov et Novokshonov, 1994
- †Mongolojurina  Ponomarenko, 1988
- †Polycytella Tillyard, 1922
- †Sinojurina Huang et al., 2007
- †Sylvaelytron Novokshonov 1998
- †Uskatelytron O. Martynova, 1952